# 平清経
平 清経（たいら の きよつね）は、平安時代末期の平家一門の武将。平重盛の三男。母は正室の藤原経子。横笛の名手として聞こえた。

## 略歴

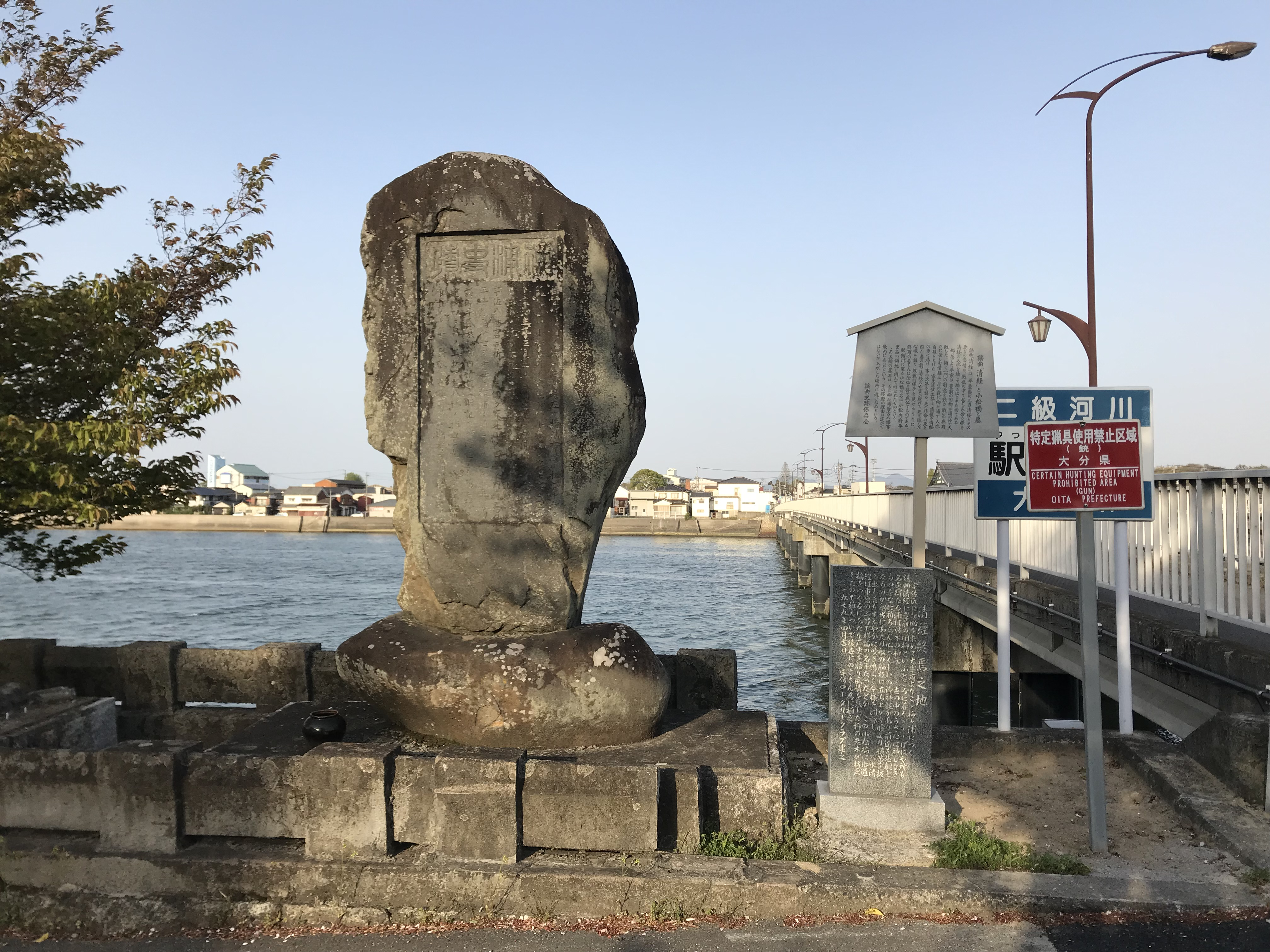
平清経供養塔（大分県宇佐市）

寿永2年（1183年）に平家一門が都落ちした後は、次第に悲観的な考えに取り付かれ、大宰府を元家人である緒方惟義に追い落とされたことをきっかけとして、豊前国柳浦にて入水自殺した。享年21。『平家物語』「六道之沙汰」の段で建礼門院による述懐に、清経の死が平家一門の「心憂きことのはじめ」として語られている。
清経が入水したのは現在の大分県宇佐市柳ヶ浦地区・駅館川沖合といわれており、これにちなんで駅館川河口付近に小松塚と呼ばれる五輪塔および慰霊碑が建てられている（「小松」の名は清経の父・重盛が小松殿と通称されたことに由来する）。また、小松塚のたもとにある橋（駅館川河口に最も近い）も小松橋と名付けられている。
また『吾妻鏡』によると平家都落ちの際に吠丸（源義朝により後白河天皇に献上されていた）と鵜丸（源為義に与えられていたが為義の死後に朝廷に戻っている）という宝刀を後白河法皇の御所の法住寺殿から奪っていったという。文治元年(1185年)10月19日に吠丸は大江公朝が探し出し献上、10月20日には源範頼が九州遠征の際に回収した鵜丸を朝廷に献上している。

## 系譜
- 父：平重盛
- 母：藤原経子 - 藤原家成の四女
- 妻：藤原成親の娘

## 能

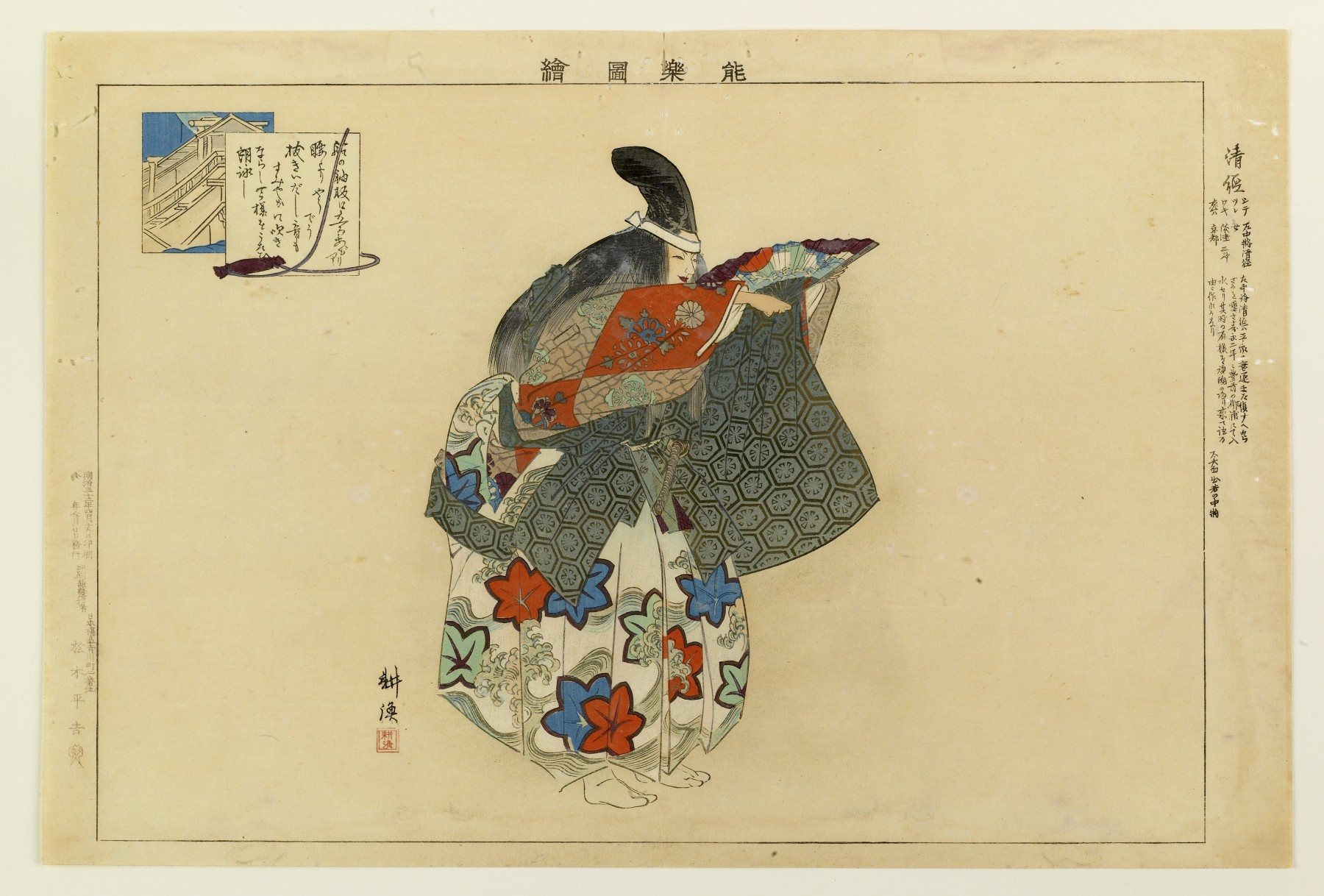
清経（月岡耕漁『能楽図絵』）

能の代表的な演目である「清経」は、後世清経入水のエピソードを元に世阿弥が書き上げたものである。また、同じくこのエピソードをもとに、1969年には秦恒平が『清経入水』を発表している。

## 落人伝説
肥後国五家荘の伝承によれば、清経は壇ノ浦の戦いの後に伊予国今治に落ち延び、阿波国祖谷を経て、伊予国八幡浜から九州に渡ったという。この伝承によると清経一行は豊後国の緒方家を頼ったとされ、姓を「緒方」に改め、その後は五家荘にある五つの地域のうち清経の長男の盛行が椎原、次男の近盛が久連子、三男の実明が葉木に移り住んだという（平家の落人伝説の伝承中の一説）。